# Hayashimo
Le Hayashimo (早霜) était un destroyer de classe Yūgumo en service dans la Marine impériale japonaise pendant la Seconde Guerre mondiale.

## Historique
Au cours de la bataille de la mer des Philippines, le Hayashimo est affecté à la Force B. Lors de la bataille du golfe de Leyte, il escorte la 1re Force d'attaque de diversion commandée par l'amiral Takeo Kurita. Il est endommagé le 25 octobre 1944 lors d'attaques aériennes à la bataille de Samar. En retrait de la flotte, il est escorté vers Coron par le destroyer Akishimo jusqu'au 26 octobre, lorsque ce dernier reçoit l'ordre de rejoindre la flotte. Le Hayashimo est endommagé par torpille lors de nouvelles attaques aériennes le 26 octobre. Il s'échoue et coule en eau peu profonde au large de l'île de Semirara, à 64 miles (64 km) au sud-est de Mindoro, à la position géographique 12° 50′ N, 121° 21′ E. Les tentatives de sauvetage et les attaques aériennes se poursuivirent jusqu'au 12 novembre, date à laquelle le navire fut abandonné.